# Шале (Вијена)
Шале (фр. Chalais) насеље је и општина у западној Француској у региону Поату-Шарант, у департману Вијена која припада префектури Шателро.
По подацима из 2011. године у општини је живело 520 становника, а густина насељености је износила 34,97 становника/km². Општина се простире на површини од 14,87 km². Налази се на средњој надморској висини од 90 метара (максималној 122 m, а минималној 56 m).

## Демографија
| 1962. | 1968. | 1975. | 1982. | 1990. | 1999. | 2011. |
| ----- | ----- | ----- | ----- | ----- | ----- | ----- |
| 470   | 524   | 489   | 546   | 603   | 553   | 520   |

График промене броја становника у току последњих година